# 霍夫曼消除反应
霍夫曼消除反应（英語：Hofmann elimination），也称彻底甲基化反应，是胺与过量碘甲烷、氧化银和水共热时（100-200°C），生成三级胺和烯烃的反应。反应中间产物是四级铵碱。
如果以四甲基铵盐作原料，产物是三甲胺和甲醇。虽不严格符合Hofmann反应的定义，但也属于Hofmann反应的范畴。
不对称胺反应时，反应由动力学控制，较少烷基取代的β-碳上的氢由于酸性较强，位阻较小，因此优先被消除，产物主要是不稳定的取代较少的烯烃。这个规则与查依采夫规则相反，称为霍夫曼规则（Hofmann规则）。β-碳上连有苯基、乙烯基、羰基等取代基时，由于共轭和吸电子效应，未取代的β-碳上氢的酸性较弱，因此反应不符合Hofmann规则。连有强吸电子基团的化合物容易按Hofmann规则发生E2消除。
霍夫曼消除可用于合成用其他方法难以合成的烯烃。由于一级、二级和三级胺引入的甲基数目不一样，故也可通过引入的甲基数目，来判断反应物是哪一级的胺。